# اکرم کناری دیل
اکرم کناری دیل(۱۳۶۴) شناگر زن ایرانی و دارای دو رکورد ملی در رشته شنا است. وی اولین بانویی است که رکورد شنا با دستان بسته از پشت را به افتخار شهدای غواص جنگ تحمیلی در کشور ایران ثبت کرده است.

## سرگذشت
اکرم کناری متولد ۶۴ در شهر گچساران  واقع در استان کهگیلویه و بویر احمد است و از سال ۸۷ و پس از ازدواج در شهر امیدیه استان خوزستان ساکن است؛ وی دارای دو فرزند است. او در رشته حسابداری دارای مدرک لیسانس است، کناری از حدود ده سالگی ورزش شنا را آغاز کرد؛ در مسابقات زیادی در ایران شرکت داشت  و در مسابقات وزارت نفت مقام اول را کسب کرد و به عنوان قهرمان قهرمانان معرفی شد. در سن ۱۸ سالگی توانست مدرک نجات غریق، مربی گری شنا، مربی گری آب درمانی، واترپلو و همه زیرمجموعه‌های ورزش‌های آبی را که به آن دسترسی داشت، کسب کند. پس از آن مدرک مدرسی نجات غریق را کسب کرد و پس از آن بعنوان مدرس شنا مشغول تدریس شد . 

## افتخارات
کناری در سال ۱۴۰۱ دو رکورد ملی شنا را ثبت کرد. رکورد ملی اول، رکورد ۱۷۵ دقیقه شنا، مسافت ۵ هزار و ۶۵ متر را با دستهای بسته برای گرامی داشت  ۱۷۵ شهید غواص، در استان خوزستان و شهر امیدیه در استخر شرکت پالایش گازبید بلند و رکورد دوم در بهمن ماه همان سال، رکورد ۷۳۰۴متر شنا با دستهای بسته برای گرامی داشت مقام زن و به یاد ۷۳۰۴ شهیده زن در ۴ ساعت و پنج دقیقه ثبت کرد. 

## همچنین ببینید
- شهرستان گچساران
- شنا و سلامت
- ورزش زنان